# Crinifer personatus leopoldi
Crinifer personatus leopoldi synoniem: Corythaixoides personatus leopoldi is een vogel uit de familie Musophagidae, de toerako's. Volgens de IOC World Bird List is het een ondersoort van de maskertoerako (C. personatus leopoldi). BirdLife International beschouwt dit taxon als een soort en daarom staat deze ondersoort apart vermeld als black-faced go-away-bird op de Rode lijst van de IUCN.

## Verspreiding en leefgebied
Deze soort komt voor in zuidoostelijk Afrika, in Kenia, Oeganda, Tanzania, de Democratische Republiek Congo en Zambia.